# Хоултон (Мэн)
Хо́ултон (англ. Houlton, по-русски встречается также написание Хьюлтон) — административный центр округа Арустук штата Мэн в Соединенных Штатах Америки.
Город расположен в восточной части округа у границы с канадской провинцией Нью-Брансуик на берегах реки Медукснекеаг.
Население — 6 476 человек (2000 год), из них 94,19 % — белые, 4,23 % — индейцы. 21,0 % жителей младше 18 лет, 15,8 % — старше 65 лет. 17,7 % населения живут за чертой бедности.
Город был основан уроженцем Массачусетса Джосефом Хоултоном в 1807 году, в 1828 году создано военное укрепление, а в 1831 году поселение получило статус города. В 1839 году Хоултон стал ареной Арустукской войны. В 1941 году у города была создана база военно-воздушных сил США, позже там находились немецкие военнопленные. В 1946 году база была расформирована, а на её месте построен аэропорт.
Из уроженцев Хоултона наиболее известна Саманта Смит.